# ATP Challenger Nairobi
Der ATP Challenger Nairobi (offiziell: Nairobi Challenger) war ein Tennisturnier, das von 1982 bis 1990 mit Unterbrechungen in Nairobi, Kenia, stattfand. Es gehörte zur ATP Challenger Tour und wurde im Freien auf Sand gespielt. 1990 fand das Turnier zweimal statt. Christian Miniussi gewann das Turnier zweimal im Einzel und einmal im Doppel.

## Liste der Sieger

### Einzel
| Jahr                         | Sieger                 | Finalgegner        | Ergebnis      |
| ---------------------------- | ---------------------- | ------------------ | ------------- |
| 1990 (2)                     | Christian Miniussi (2) | Menno Oosting      | 6:2, 7:6      |
| 1990 (1)                     | Christian Miniussi (1) | Pablo Arraya       | 2:6, 6:3, 6:4 |
| 1989                         | Karel Nováček          | Sascha Nensel      | 6:2, 7:6      |
| 1988                         | Paul Wekesa            | João Cunha e Silva | 7:6, 3:6, 6:3 |
| 1987                         | Luca Bottazzi          | Paul Wekesa        | 6:2, 7:6      |
| 1986                         | Peter Elter            | Marcel Freeman     | 6:2, 7:6      |
| 1984–1985: nicht ausgetragen |                        |                    |               |
| 1983                         | Michiel Schapers       | John Austin        | 6:3, 6:4      |
| 1982                         | Haroon Ismail          | Egan Adams         | 1:6, 6:1, 6:3 |

### Doppel
| Jahr                         | Sieger                               | Finalgegner                           | Ergebnis      |
| ---------------------------- | ------------------------------------ | ------------------------------------- | ------------- |
| 1990 (2)                     | João Cunha e Silva Eduardo Masso (2) | Zeeshan Ali Libor Pimek               | 6:4, 7:5      |
| 1990 (1)                     | Eduardo Masso (1) Christian Miniussi | João Cunha e Silva Menno Oosting      | 3:6, 7:5, 7:6 |
| 1989                         | Ned Caswell Chris Garner             | Fabio di Mauro Mario Visconti         | 6:3, 7:6      |
| 1988                         | Bud Cox Stephan Medem                | Ugo Colombini Agustín Moreno          | 7:6, 4:6, 6:4 |
| 1987                         | Anand Amritraj Srinivasan Vasudevan  | Antonio Altobelli Giovanni Lelli Mami | 6:3, 6:4      |
| 1986                         | David Felgate Nick Fulwood           | Marcel Freeman Gustavo Tiberti        | 6:2, 7:6      |
| 1984–1985: nicht ausgetragen |                                      |                                       |               |
| 1983                         | John Austin Larry Stefanki           | Phil Lehnhoff Mark Wagner             | 6:2, 6:3      |
| 1982                         | Drew Gitlin Jan Kodeš                | Bernhard Pils Helmar Stiegler         | 6:4, 3:6, 6:3 |